# Foote-Inseln
Die Foote-Inseln (englisch Foote Islands, in Argentinien Rocas Foote) sind eine kleine Gruppe verschneiter Inseln und einigen Klippen vor der Graham-Küste der Antarktischen Halbinsel. Im Crystal Sound liegen sie 20 km südöstlich des Kap Leblond der Lavoisier-Insel.
Luftaufnahmen der Ronne Antarctic Research Expedition (1947–1948) und zwischen 1958 und 1959 durchgeführte Vermessungen des Falkland Islands Dependencies Survey (FIDS) dienten ihrer Kartierung. Das UK Antarctic Place-Names Committee benannte sie 1960 nach Brian Leonard Hodson Foote (1926–2002), der für den FIDS 1957 als Funktechniker am Arthur Harbour sowie 1958 als Geodät auf der Detaille-Insel tätig und an Vermessungen im Gebiet des Crystal Sound beteiligt war.